# Афганское одеяло

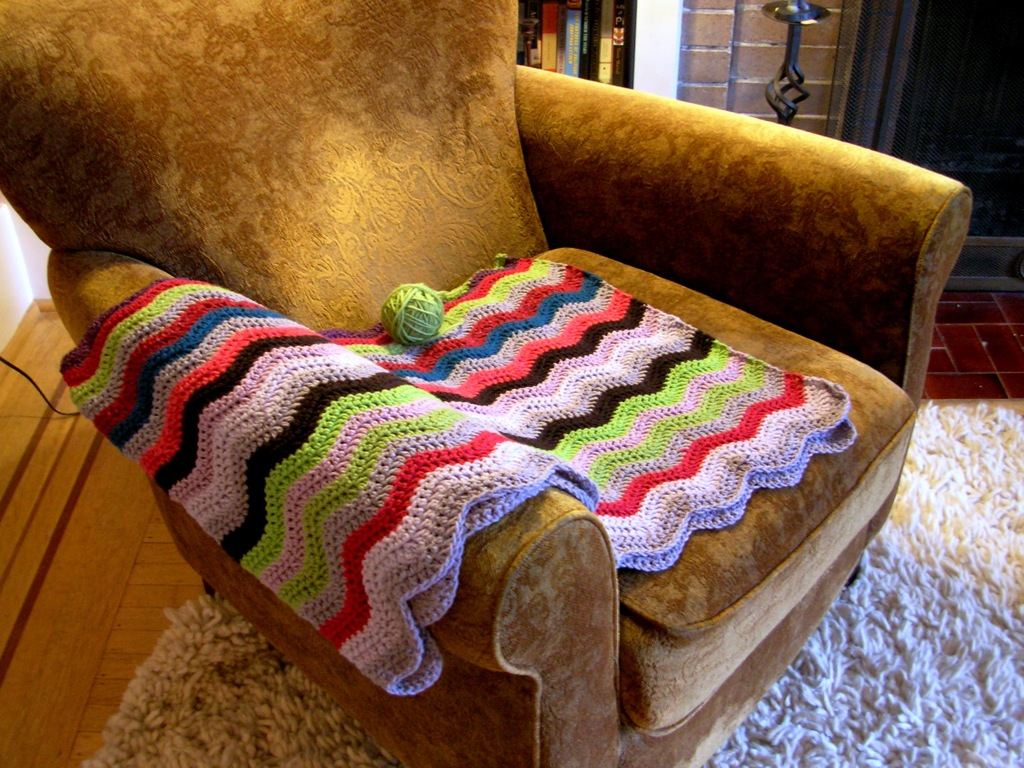

Афганское одеяло или афганское вязание — вид трикотажа, одеяло или шаль, обычно связанная спицами или крючком. Часто используется как покрывало или украшение на спинках диванов или стульев.
Это одна из разновидностей мотива «бабушкиного квадрата». Её применяют для создания свитеров, носков, шарфов и других предметов одежды; самым распространенным изделием, выполняемым в таком стиле, является плед.

## Этимология

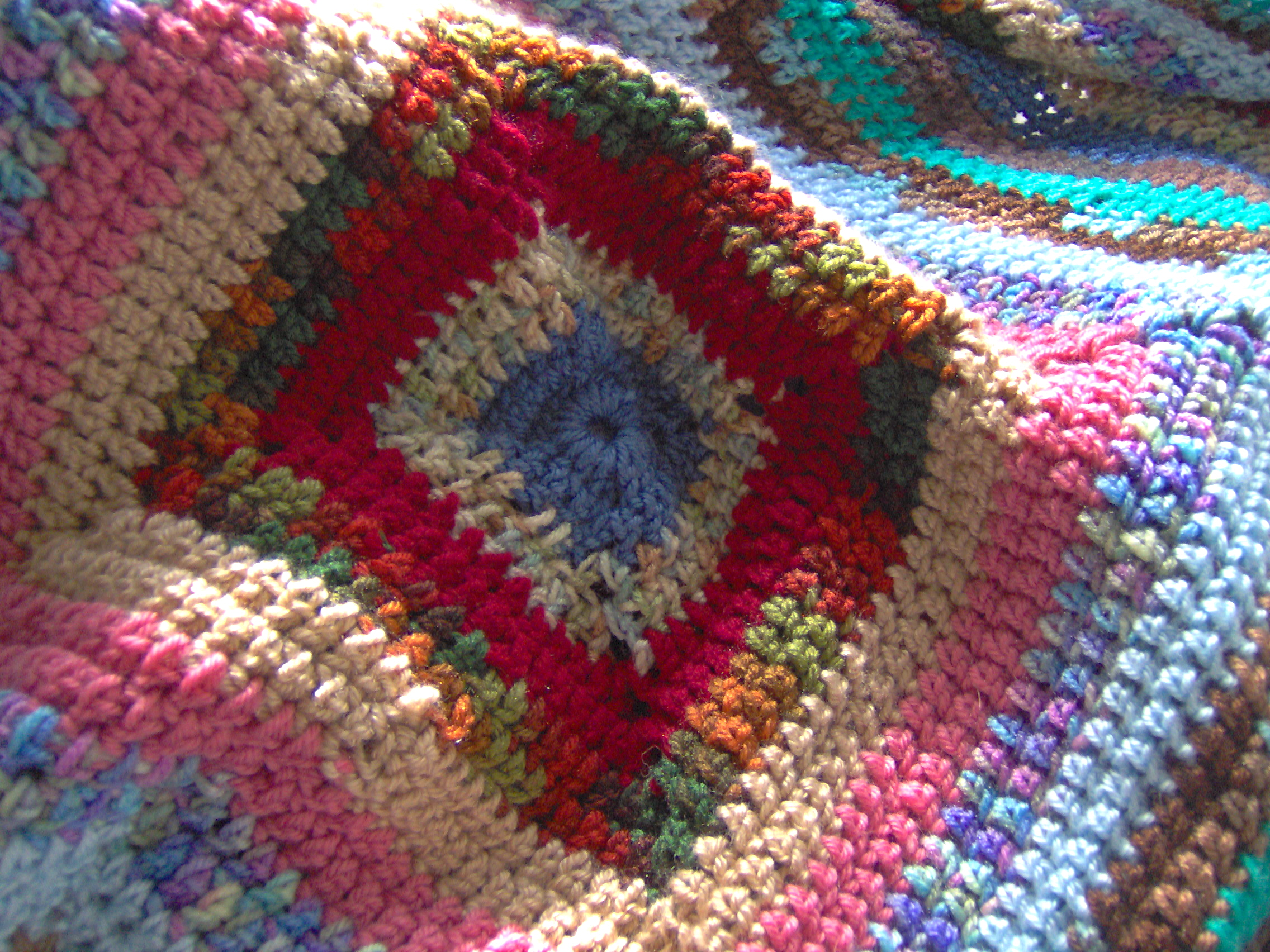

Афганское одеяло, как видно из названия, пришло в Европу из Афганистана. Использование слова afghan (афган) в английском языке для обозначения этого вида рукоделия восходит как минимум к XIX веку: в 1831 году писатель Томас Карлейль упомянул «афганские шали» в романе Sartor Resartus, восхищаясь разнообразием расцветок и узоров, украшающих женскую одежду и домашний текстиль. Афганские кочевники использовали пледы, шали и накидки для защиты от холода и пыли.
С 1860-х годов изделия афганских мастеров стали попадать на государственные ярмарки и другие выставки наряду с лоскутным шитьём и стёгаными одеялами и упоминались в художественной литературе.

## Особенности
Хотя часто встречается утверждение, что афганский узор — это узор, связанный нитями разных насыщенных цветов, афганское вязание может быть и пастельных оттенков, и даже однотонным, но с ярко выраженной фактурой.

## Типы и стили
Существует множество стилей афганских одеял:
- Цельновязанные пледы — самый простой в изготовлении стиль[уточнить]. Изделие квадратной формы вяжется непрерывной нитью начиная с цетра в виде огромного бабушкина квадрата.
- «Миля в минуту» обычно изготавливаются из нескольких отдельных полос с минимальным количеством рядов и петель на полосу, затем полосы соединяются вместе[10].
- Join-as-you-go (соединяющиеся по ходу выполнения) — состоит из разных частей, каждая следующая начинается там, где кончается предыдущая[11].
- «Афганские мотивы» — соединение большого числа отдельно связанных разных мотивов, квадратов или блоков, таких как бабушкин квадрат. Они могут быть как одного дизайна, так и разных. Для простоты соединения блоки обычно имеют одинаковый размер. Чаще всего изделие в этом стиле обрамляет декоративная окантовка[12].
- Графган — афган, сделанный по плоской диаграмме, с сеткой цветных квадратов. Существует три основных метода изготовления графгана: пиксельное вязание крючком, вязание крючком из угла в угол и гобеленовое вязание крючком[13].

## Галерея

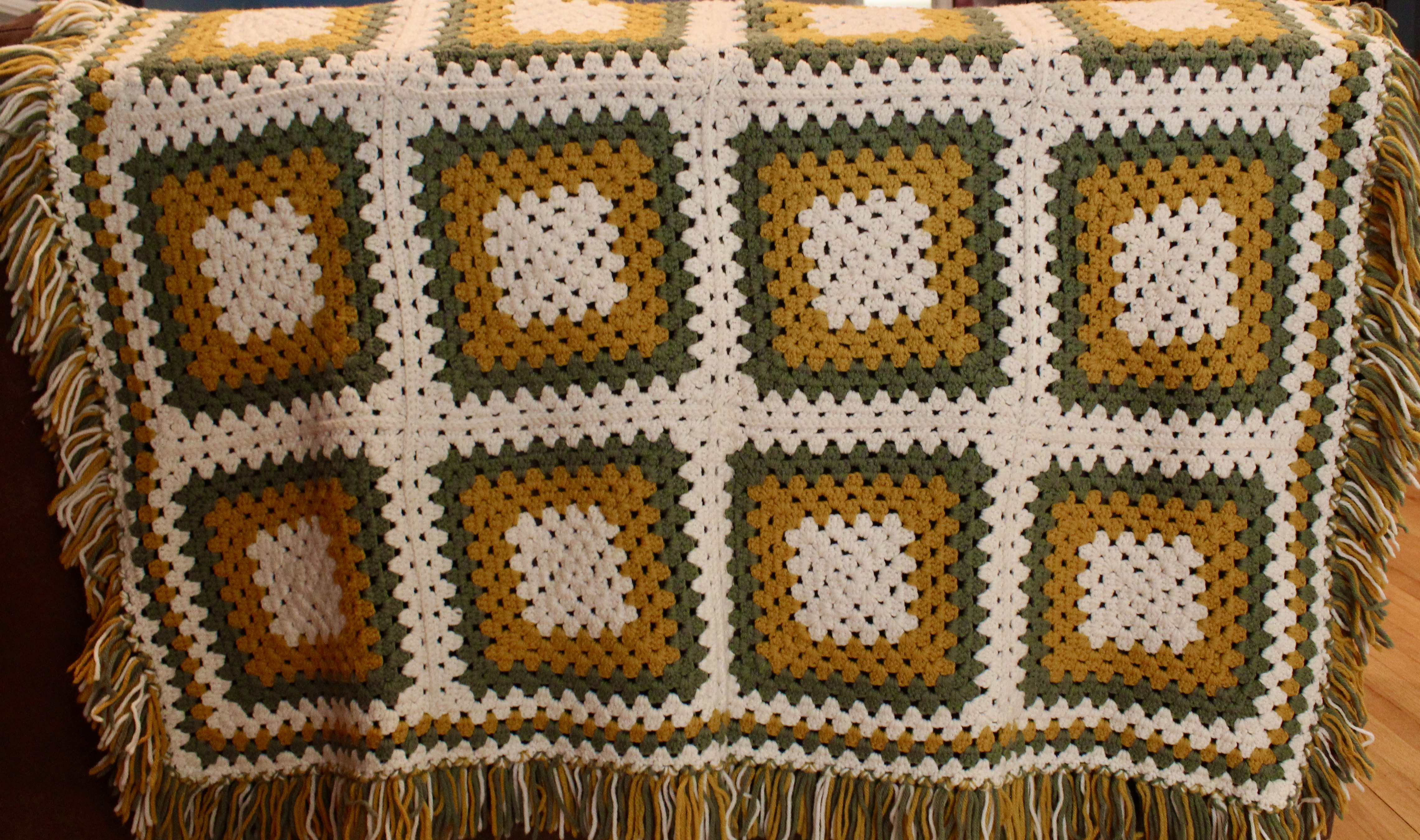
Плед, выполненный мотивом «бабушкин квадрат» с бахромой
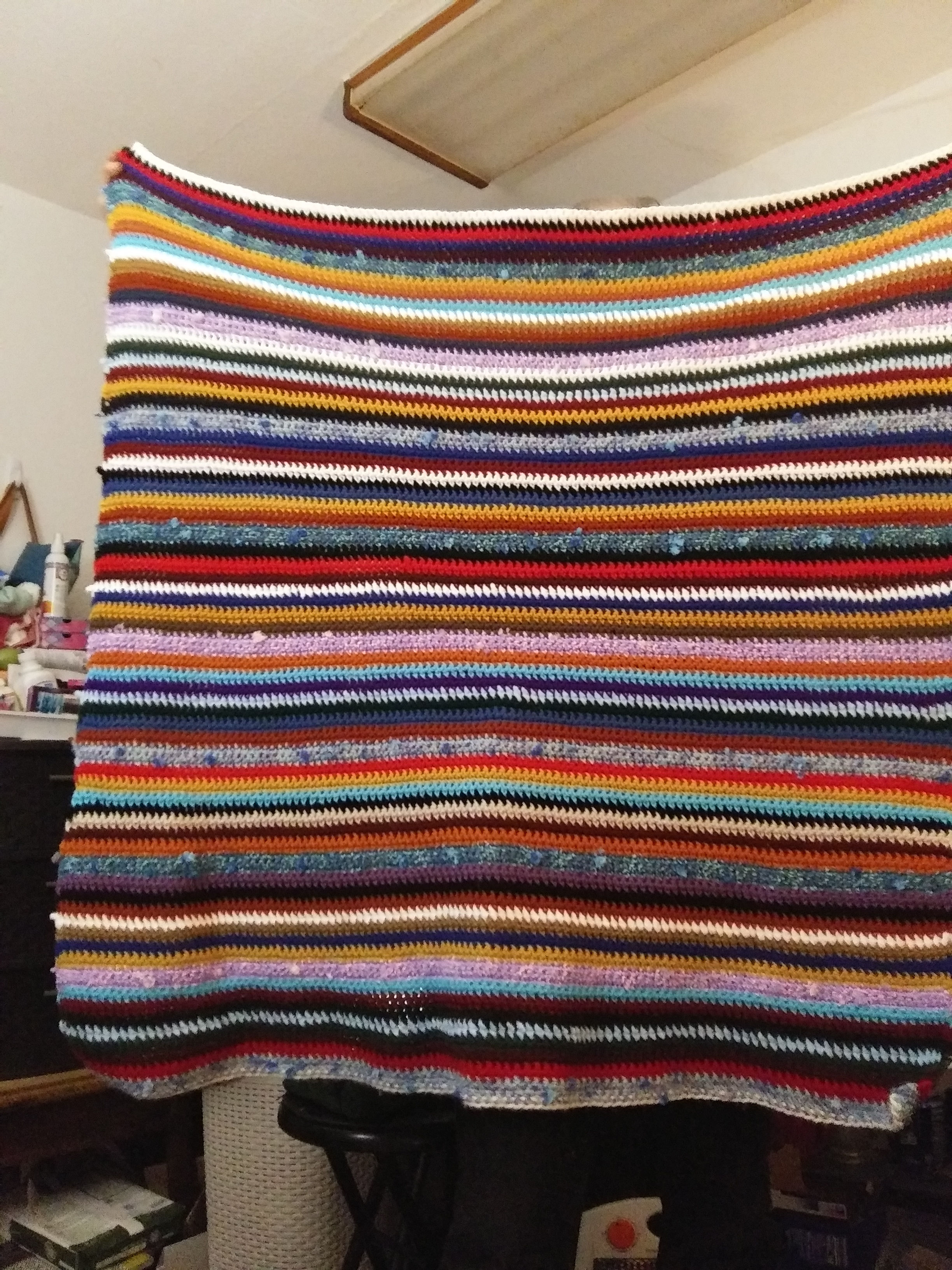
Реплика цыганской попоны, сделанная на рубеже XIX—XX веков. Связана крючком
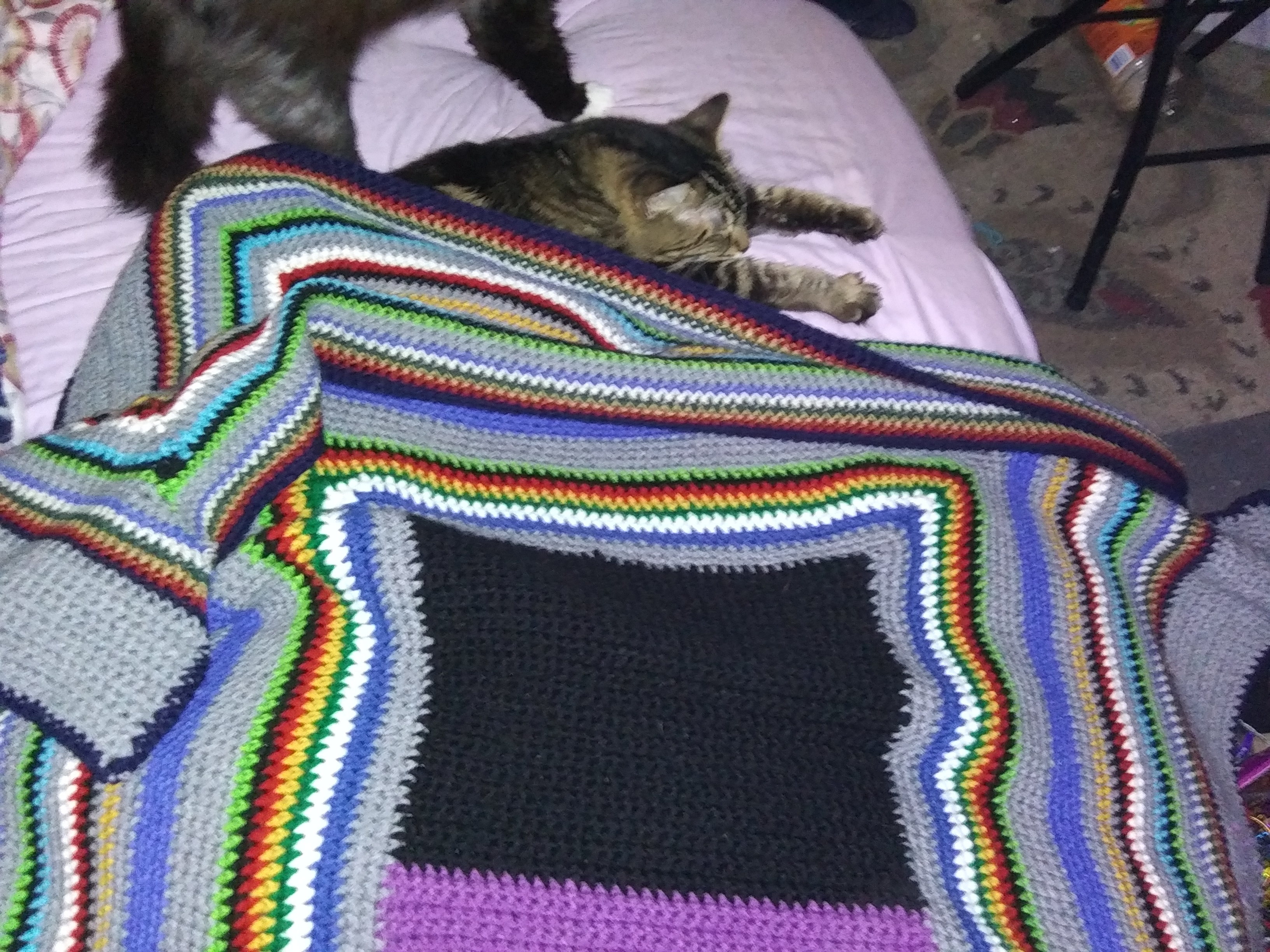
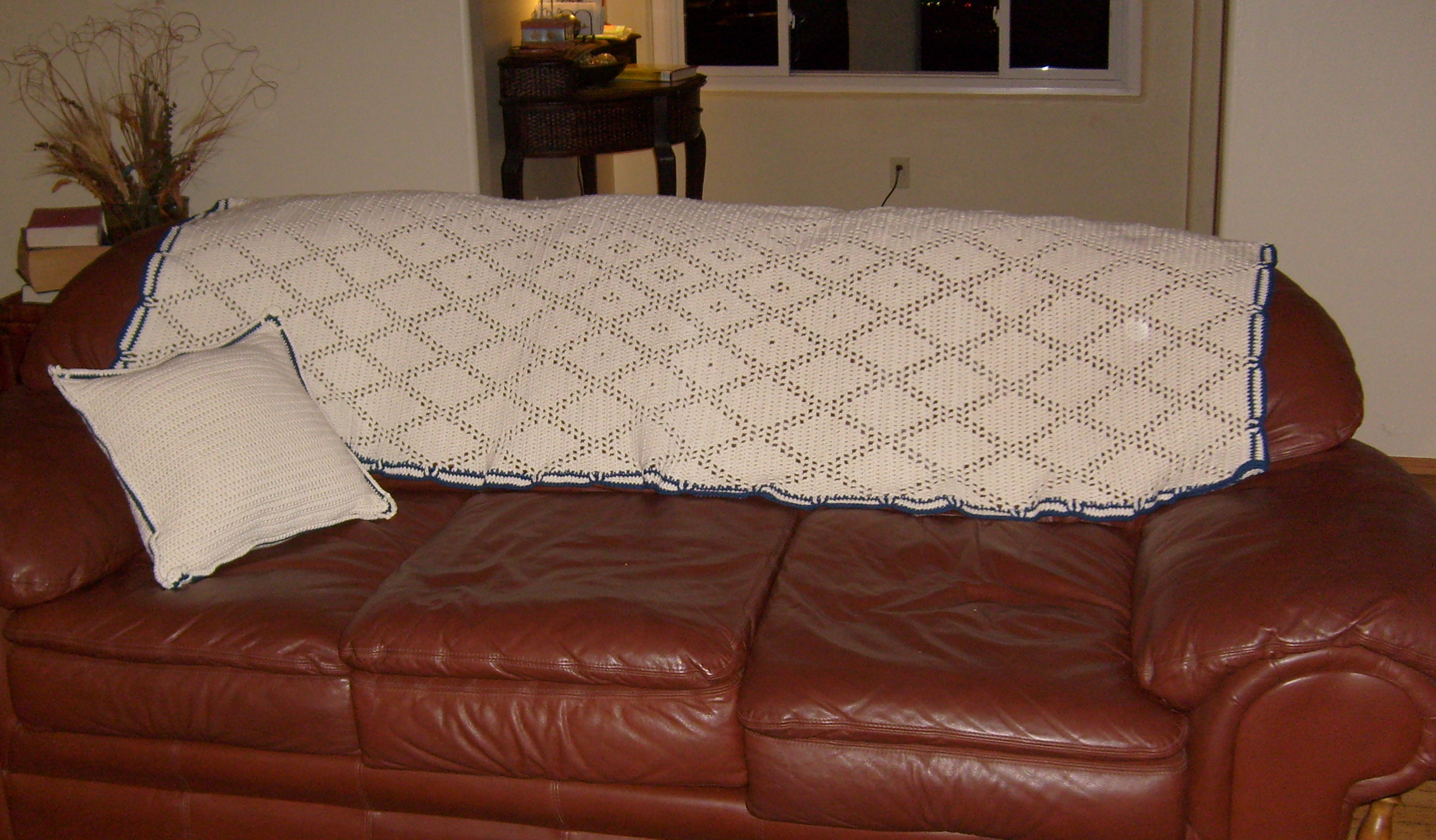
Покрывало на диван
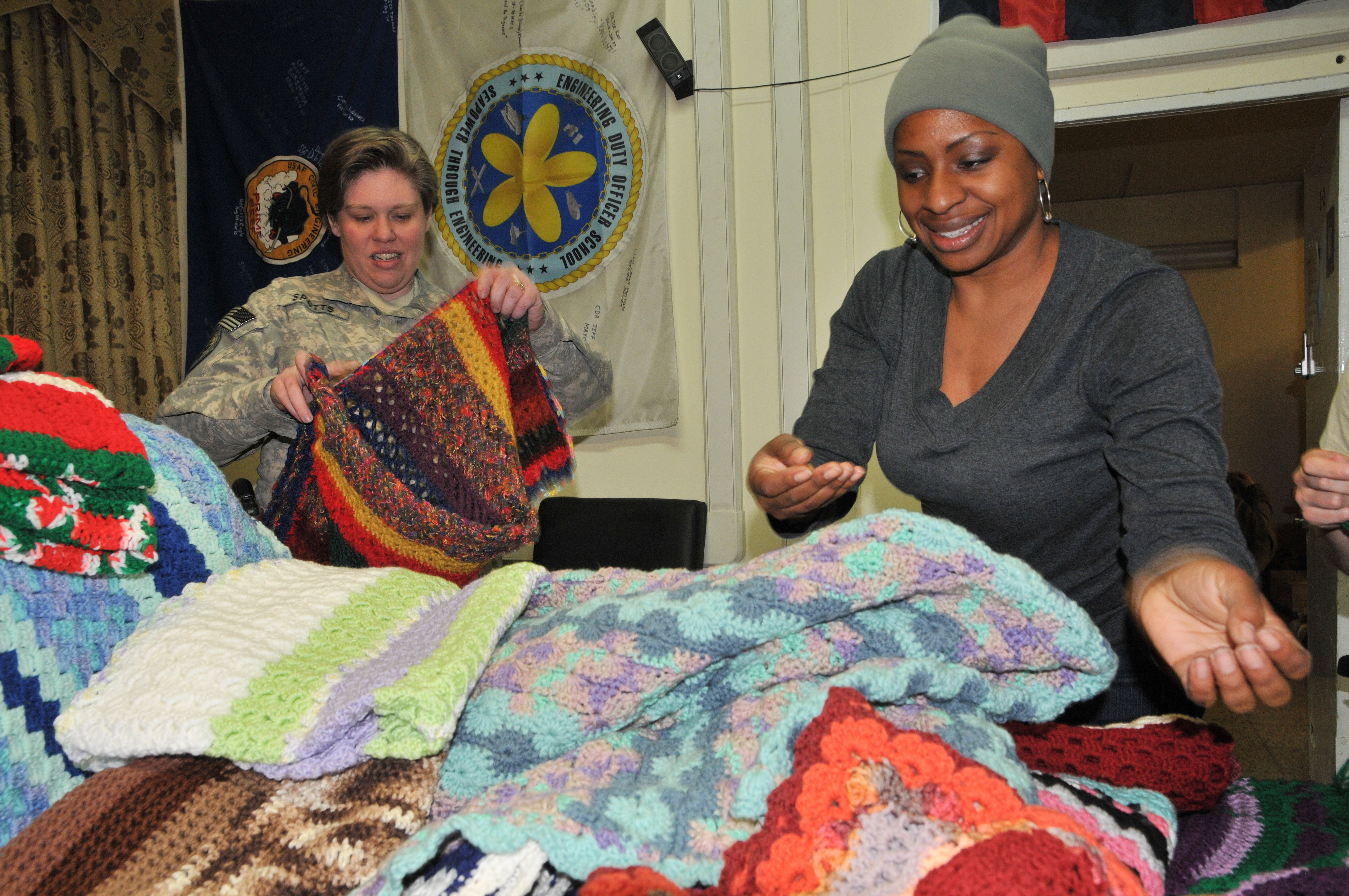

## Примечание
1. ↑  Definition of afghan (англ.). www.merriam-webster.com. Дата обращения: 1 марта 2020. Архивировано 21 февраля 2020 года.
2. ↑  What is an Afghan? (with pictures). Wisegeek.com. Дата обращения: 11 января 2018. Архивировано 21 января 2021 года.
3. ↑  Одеяло крючком. Афганский мотив | БЛОГ ДОМОХОЗЯЙКИ. ale4ka.ru. Дата обращения: 21 июня 2022. Архивировано 6 декабря 2021 года.
4. 1 2  Елена Рукодельница. Афганское вязание. Хобби рукоделие (23 декабря 2019). Дата обращения: 21 июня 2022. Архивировано 20 мая 2022 года.
5. ↑  Стиль "афган" в вязании или афганское вязание. Магазин вязаных вещей Марии Федоровой (14 июля 2015). Дата обращения: 21 июня 2022. Архивировано 20 мая 2022 года.
6. ↑  «Sartor Resartus», Fraser’s Mag. VIII 670/1, Thomas Carlyle, 1833
7. ↑  Report on Fancy Articles & Fine Arts. Transactions of the Hampshire, Franklin and Hampden Agricultural Society. Metcalf & Company. 1859.
8. ↑  Красивый афганский плед крючком: два варианта с описанием. Создавай сам (23 мая 2019). Дата обращения: 21 июня 2022. Архивировано 31 июля 2021 года.
9. ↑   Вязание крючком Афганский плед
10. ↑  SB300-001 Mile a Minute (10 апреля 2012). Дата обращения: 25 июля 2017. Архивировано из оригинала 10 апреля 2012 года.
11. ↑  Join As You Go Crochet Tutorial on Craftsy. The Craftsy Blog (англ.). 31 января 2016. Архивировано 30 августа 2017. Дата обращения: 25 июля 2017.
12. ↑  How to Crochet a Motif Afghan - dummies. Dummies.com (англ.). Архивировано 24 августа 2017. Дата обращения: 25 июля 2017.
13. ↑  Senior Архивная копия от 28 августа 2018 на Wayback Machine, Kathryn. «What Is a Graphghan & How Do You Crochet One?» The Craftsy Blog. N.p., 01 Dec. 2017. Web. 16 Apr. 2018.